# James Francis Edward Stuart

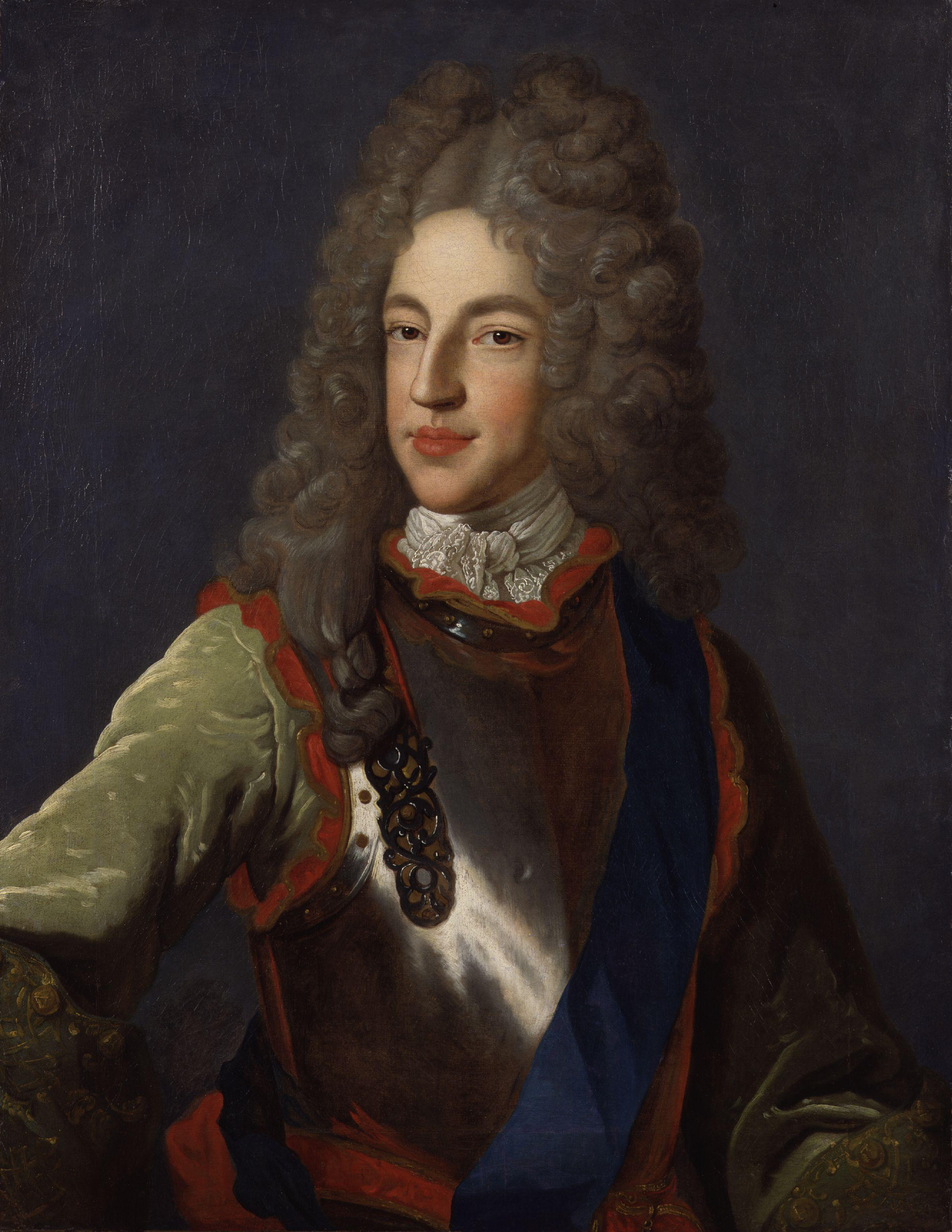
James Francis Edward Stuart

James Francis Edward Stuart (10 de juny de 1688 - 1 de gener de 1766), també conegut com el  Cavaller de Sant Jordi, i com el  Vell Pretendent, era fill de Jaume II d'Anglaterra i VII d'Escòcia i de Maria de Mòdena i va ostentar la pretensió jacobita al tron d'Anglaterra amb el nom de Jaume III d'Anglaterra i VIII d'Escòcia.
A partir del moment del seu naixement, el 10 de juny de 1688, al Palau de Saint James (Londres), el Príncep era el subjecte de controvèrsia. Era el fill del rei  Jaume II i de la seva segona esposa (catòlica), Maria de Mòdena. Del seu primer matrimoni, el Rei tenia dues filles, ja adultes, que havien estat criades en la fe Protestant, i mentre hi havia una possibilitat que un d'ells li succeís com a Rei, els Britànics van estar preparats per tolerar seves simpaties catòliques. Quan la gent va començar a témer que Maria tingués un fill, que seria l'hereu, un moviment va créixer per substituir Jaume II per la força amb el seu gendre, Guillem d'Orange (Estatúder de les Províncies Unides).
El Príncep va ser criat a França, on, reconegut pel rei Lluís XIV de França com l'hereu legítim dels trons anglesos i escocesos, es va fer el focus per al moviment Jacobita. Després de la mort del seu pare l'any 1701, va ser declarat Rei, amb el títol de  Jaume III d'Anglaterra i VIII d'Escòcia i reconegut com a tal per França; Espanya, els Estats Pontificis i Mòdena. Tots aquests estats van rebutjar reconèixer al Rei Guillem III, la Reina Maria II i també a la  Reina Anna com els sobirans britànics.
Va estar casat amb la princesa Clementina Sobieska (1702 - 1735), neta del Rei Joan III de Polònia.
Va tenir dos fills:
- Carles Eduard Stuart, (31 de desembre de 1720 - 31 de gener de 1788).
- Enric Benet Stuart, (11 de març de 1725 - 13 de juliol de 1807), Cardenal.

Va ser Príncep de Gal·les entre 1688 i 1689, i va participar en un rebel·lió restauradora a Escòcia l'any 1715, però va ser derrotat en la batalla de Glen Shiel, i després d'aquest fracàs es va instal·lar amb la seva família als Estats Pontificis, ja que França es va abstenir de seguir donant suport als seus esforços de restauració, perquè Lluís XV no desitjava un enfrontament amb Gran Bretanya per aquest motiu.
James Francis Edward Stuart va seguir defensant amb afany la causa catòlica, comptant fins i tot amb el suport de diversos protestants. El seu fill Carles va ser anomenat el Jove Pretendent, i l'any 1743 James Francis Edward Stuart li va cedir la direcció de la família Estuard, encara que sense renunciar als seus drets dinàstics.
Després del fracàs de l'aixecament jacobita de 1745, James Francis Edward Stuart va donar suport als esforços del seu fill Enric Benet Stuart per esdevenir clergue catòlic (anys després seria cardenal). Aquest fet implicava el celibat forçós d'Enric i va danyar les relacions del Vell Pretendent amb el seu fill gran, qui va protestar en no ser consultat d'aquesta important decisió. L'ordenació sacerdotal d'Enric va interrompre la línia dinàstica dels Stuart, ja que el Jove Pretendent no tenia descendència masculina.
El Vell Pretendent va morir l'1 de gener de 1766 al Palau Balestra, a Roma.